# Primavera tardía
Primavera tardía (晩春, Banshun) es una película dramática japonesa de 1949 dirigida por  Yasujirō Ozu y escrita por Ozu y Kogo Noda, basada en la novela corta Padre e hija (Chichi to musume) del novelista y crítico del siglo XX Kazuo Hirotsu. La película fue escrita y filmada durante la  ocupación de Japón por los Aliados de la Segunda Guerra Mundial y estuvo sujeta a los requisitos oficiales de censura de la ocupación. Protagonizada por Chishū Ryū, quien apareció en casi todas las películas del director, y Setsuko Hara, marcando su primera de seis apariciones en el trabajo de Ozu, es la primera instalación de la llamada "trilogía Noriko", sucedida de El comienzo del verano (Bakushu, 1951) y Tokyo Monogatari (1953), en cada uno de los cuales Hara interpreta a una mujer joven llamada Noriko, aunque las tres Norikos son personajes distintos y no relacionados, vinculados principalmente por su condición de mujeres solteras en el Japón de posguerra.
Primavera tardía pertenece al tipo de cine japonés conocido como shomin-geki, que trata sobre la vida cotidiana ordinaria de la clase trabajadora y la clase media de los tiempos modernos. La película se considera con frecuencia como la primera en el período creativo final del director, "el principal prototipo del trabajo [del director] de las décadas de 1950 y 1960". Estas películas se caracterizan, entre otros rasgos, por un enfoque exclusivo en historias sobre familias durante la inmediata posguerra japonesa, una tendencia hacia tramas muy simples y el uso de una cámara generalmente estática.

## Trama
La película comienza con una ceremonia del té . El profesor Shukichi Somiya (Chishu Ryu), viudo, tiene una sola hija, soltera de veintisiete años, Noriko (Setsuko Hara), que se encarga del hogar y de las necesidades diarias: cocinar, limpiar, remendar, etc. de su padre. En un viaje de compras a Tokio, Noriko se encuentra con uno de los amigos de su padre, el profesor Jo Onodera (Masao Mishima), que vive en Kioto. Noriko sabe que Onodera, que había enviudado como su padre, se ha vuelto a casar recientemente, y ella le dice que encuentra la idea misma de su nuevo matrimonio desagradable, incluso "sucia". Onodera, y más tarde su padre, se burlan de ella por tener tales pensamientos.

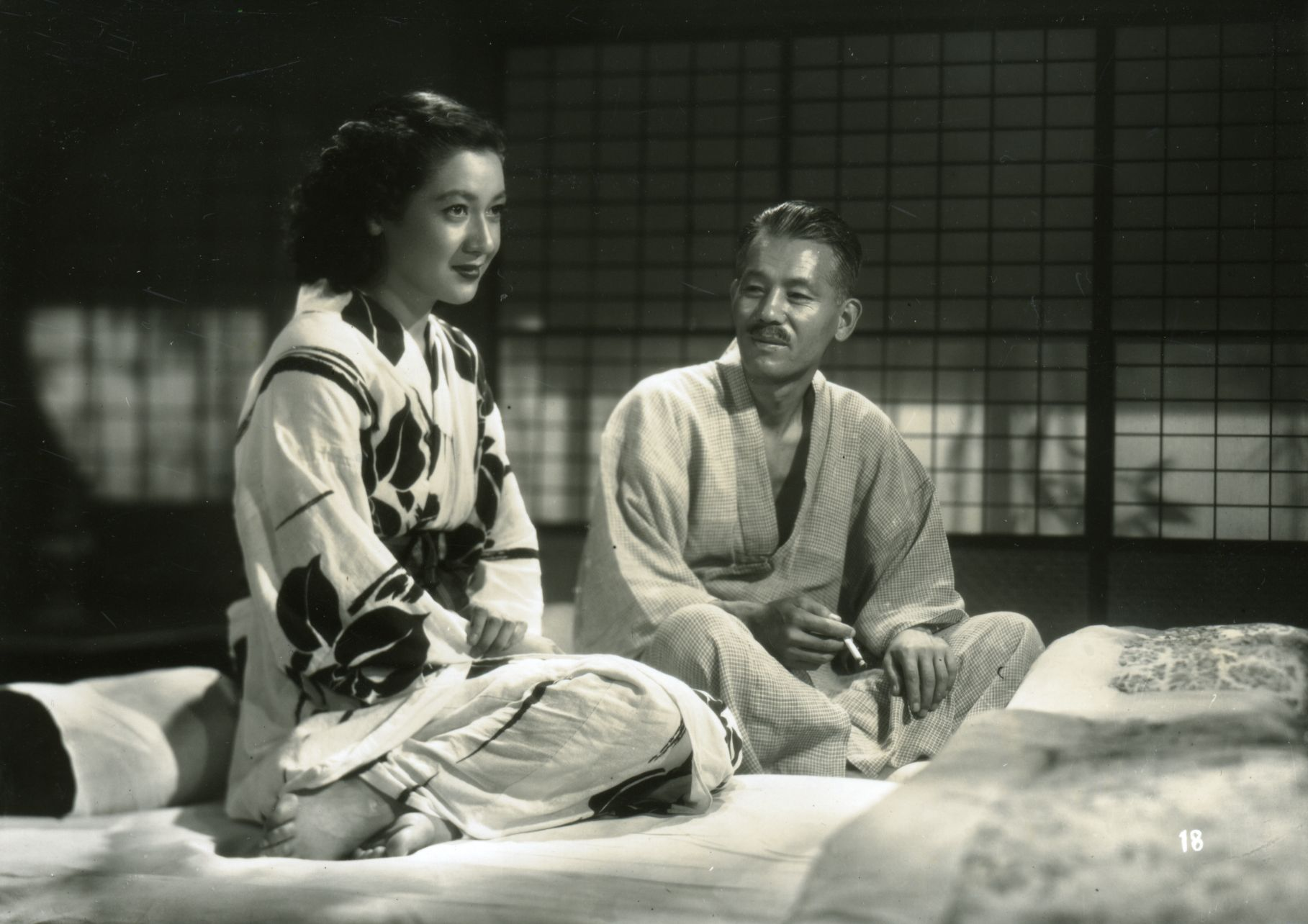
Setsuko Hara como Noriko y Chishū Ryū como Shukichi en Primavera tardía

La hermana de Shukichi, la tía Masa (Haruko Sugimura), lo convence de que ya es hora de que su hija se case. Noriko es amiga de la asistente de su padre, Hattori (Jun Usami), y la tía Masa sugiere que su hermano le pregunte a Noriko si podría estar interesada en Hattori. Sin embargo, cuando saca el tema, Noriko se ríe, ya que Hattori ha estado comprometido con otra joven durante bastante tiempo.
Sin desanimarse, Masa presiona a Noriko para que se reúna con un joven casadero, un graduado de la Universidad de Tokio llamado Satake que, cree Masa, tiene un gran parecido con Gary Cooper. Noriko se niega y explica que no desea casarse con nadie, porque hacerlo dejaría a su padre solo e indefenso. Masa sorprende a Noriko al afirmar que ella también está tratando de organizar un encuentro entre Shukichi y la Sra. Miwa (Kuniko Miyake), una joven y atractiva viuda conocida por Noriko. Si Masa tuviera éxito, Noriko no tendría excusa.
En una presentación de Noh a la que asisten Noriko y su padre, este último saluda sonriente a la Sra. Miwa, lo que desencadena los celos de Noriko. Cuando su padre luego trata de convencerla de que vaya a conocer a Satake, le dice que tiene la intención de casarse con la Sra. Miwa. Devastada, Noriko decide a regañadientes conocer al joven y, para su sorpresa, tiene una impresión muy favorable de él. Bajo la presión de todos lados, Noriko consiente en el matrimonio concertado.
Los Somiya hacen un último viaje juntos antes de la boda, visitando Kioto. Allí conocen al profesor Onodera y su familia. Noriko cambia su opinión sobre el nuevo matrimonio de Onodera cuando descubre que su nueva esposa es una buena persona. Mientras empaca para el viaje de regreso a casa, Noriko le pregunta a su padre por qué no pueden simplemente quedarse como están ahora, incluso si él se vuelve a casar, no puede imaginarse a sí misma más feliz que viviendo con él y cuidándolo. Shukichi la amonesta, diciéndole que debe abrazar la nueva vida que construirá con Satake, una en la que él, Shukichi, no tendrá parte, porque "ese es el orden de la vida humana y la historia". Noriko le pide perdón a su padre por su "egoísmo" y acepta seguir adelante con el matrimonio.
Llega el día de la boda de Noriko. En casa, justo antes de la ceremonia, tanto Shukichi como Masa admiran a Noriko, que está vestida con un traje de boda tradicional. Noriko agradece a su padre los cuidados que ha tenido con ella a lo largo de su vida y se marcha en un coche alquilado para la boda. Posteriormente, Aya (Yumeji Tsukioka), una amiga divorciada de Noriko, va con Shukichi a un bar, donde él le confiesa que su afirmación de que se iba a casar con la Sra. Miwa fue una artimaña para persuadir a Noriko de que se casara ella misma. Aya, conmovida por su sacrificio, promete visitarlo a menudo. Shukichi regresa a casa solo.

## Reparto
| Actor             | Nombre del personaje (español) | Nombre del personaje (japonés) | Rōmaji (orden japonesa) |
| ----------------- | ------------------------------ | ------------------------------ | ----------------------- |
| Chishū Ryū        | Shukichi-somiya                | 曾宮 周吉                      | Somiya Shukichi         |
| Setsuko Hara      | Noriko Somiya                  | 曾宮 紀子                      | somiya noriko           |
| Yumeji Tsukioka   | Aya kitagawa                   | 北川 アヤ                      | Kitagawa-aya            |
| Haruko Sugimura   | Masa Taguchi                   | 田口 マサ                      | Masa Taguchi            |
| Hohi aoki         | Katsuyoshi Taguchi             | 田口 勝義                      | Taguchi Katsuyoshi      |
| Jun Usami         | Shûichi Hattori                | 服部 昌一                      | Hattori Shuichi         |
| Kuniko Miyake     | Akiko miwa                     | 三輪 秋子                      | miwa akiko              |
| Masao Mishima     | Jo Onodera                     | 小野寺譲                       | Onodera Jo              |
| Yoshiko tsubouchi | Kiku Onodera                   | 小野寺 きく                    | Onodera Kikú            |
| Yoko Katsuragi    | Misako                         |                                |                         |
| Toyoko takahashi  | Shige                          |                                |                         |
| Junio tanizaki    | Seizo Hayashi                  |                                |                         |
| Yoko Benisawa     | propietaria de una casa de té  |                                |                         |

## Antecedentes históricos y biográficos
Aunque el maestro más conocido del género shomingeki, Ozu no fue su inventor, ni su acercamiento al género se mantuvo invariable a lo largo del tiempo. El propósito de la siguiente exposición es proporcionar un contexto para el alcance de Primavera tardía, tanto dentro de la tradición y la práctica del cine japonés como dentro del desarrollo creativo de Ozu hasta 1949.

### Shochiku yshomingeki
Poco después del gran terremoto de Kanto en 1923, Shiro Kido, con apenas treinta años, se convirtió en gerente de los estudios de cine Kamata de Shochiku Company. Transformó la industria cinematográfica japonesa al desarrollar un nuevo género. Más tarde, este tipo de película se denominaría género shomingeki, también conocido como shoshimin eiga o drama doméstico (en japonés: "homu dorama"): películas centradas en la familia en la vida contemporánea. Según el estudioso del cine David Bordwell, "Mezclando risas y lágrimas, la película con 'sabor a Kamata' estaba dirigida a un público femenino urbano. Kido quería películas que, en sus palabras, 'observaran la realidad de la naturaleza humana a través de las actividades cotidianas de la sociedad'. Las películas podían ser socialmente críticas, pero su crítica se basaba en la esperanza de que la naturaleza humana fuera básicamente buena. Las personas luchan por mejorar su suerte, creía Kido, y esta aspiración debe tratarse de 'una manera positiva, afectuosa y aprobativa'". El director pionero de Shochiku, Yasujirō Shimazu, realizó la primera película Sunday (Nichiyobi, 1924), que ayudó a establecer el género típico  con "sabor kamata". Shimazu entrenó personalmente a otros directores notables, incluidos Heinosuke Gosho, Shiro Toyoda y Keisuke Kinoshita, quienes ayudaron a convertir el tipo de película shomingeki en el "estilo de la casa" de Shochiku.

### Los primeros trabajos de Ozu
Yasujirō Ozu, después de crecer en Tokio y en la prefectura de Mie y luego trabajar durante un período muy breve como maestro de escuela, fue contratado por Shochiku, a través de conexiones familiares, como asistente de cámara en 1923. Se convirtió en asistente de dirección en 1926 y director titular en 1927. Seguiría siendo un empleado de la empresa por el resto de su vida. Su película debut fue Espada de penitencia (Zange no Yaiba, 1927), que sería la única película de su carrera en el género jidaigeki (película de época). La obra es considerada hoy como perdida. Más tarde vio la película en un cine y sintió que no era realmente suya. A partir de 1928, Ozu sólo realizó películas del tipo gendaigeki (es decir, ambientadas en el Japón moderno y no en la antigüedad), generalmente dentro del género shomingeki ya establecido.
La película muda de 1931 El coro de Tokio (Tōkyō no kōrasu), sobre un joven oficinista con una familia y una casa en los suburbios que defiende a un colega despedido injustamente y termina siendo despedido él mismo, ha sido considerada por algunos críticos como la película revolucionaria de Ozu en el género shomingeki . Dado que la Gran Depresión había golpeado severamente a Japón en ese momento, la situación del héroe no era un problema menor (un intertítulo dice "Tokio: Ciudad del Desempleo"). En su paso de la amplia comedia de oficina al sombrío drama de la pobreza temporal, Ozu logró en esta descripción de la vida de la gente común la síntesis de humor y patetismo que Shiro Kido instaba a sus directores a buscar. Se ha afirmado que fue la influencia de su coguionista, Kogo Noda, diez años mayor que Ozu, lo que fue fundamental en este cambio hacia un tono más oscuro que los primeros trabajos más alegres del director.

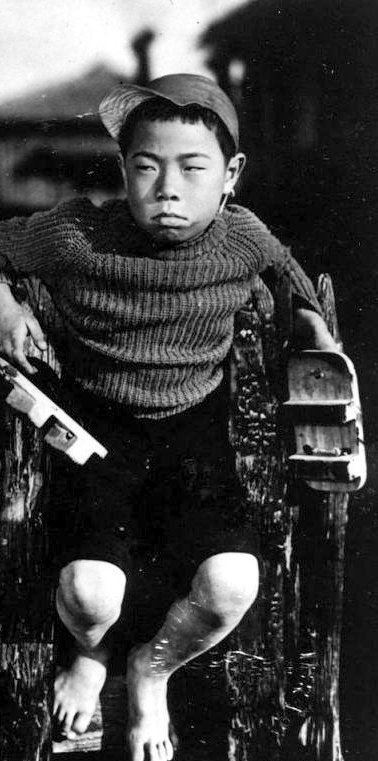
Tomio Aoki, el niño actor conocido como Tokkan Kozō, en He nacido, pero... de Yasujirō Ozu (Umarete wa Mita Keredo, 1932), la primera de tres películas consecutivas (y seis en total) dirigidas por Ozu en ganar el distinguido premio Kinema Junpo a la "Mejor película".

En los siguientes tres años, Ozu logró la -en opinión de un académico- "asombrosa"  hazaña de ganar, tres veces seguidas, el premio a la "Mejor película" en el premio de la crítica "Diez mejores" de la revista Kinema Junpo, el más prestigioso de los premios cinematográficos japoneses en ese momento. Estas tres películas fueron He nacido, pero... (Umarete wa Mita Keredo, 1932), Corazón vagabundo (Dekigokoro, 1933) e Historia de hierbas errantes  (Ukigusa Monogatari, 1934), respectivamente. Otras películas que Ozu dirigió durante la década de 1930 también ganaron premios en estos concursos anuales. El crítico Hideo Tsumura, escribió en 1938 que Japón había producido hasta el momento sólo dos grandes cineastas: Ozu y su amigo cercano Sadao Yamanaka. Dado que Yamanaka hizo películas exclusivamente del tipo jidaigeki, la declaración de Tsumura parecería indicar que, para este crítico y tal vez para otros, Ozu se había convertido en el principal director de shomingeki.
Muchos críticos han tratado de explicar el aparente cambio importante en el enfoque de Ozu hacia la realización cinematográfica desde las primeras películas hasta las últimas (posteriores a 1948). Se ha afirmado, por ejemplo, que las películas de los años veinte y treinta tienden a ser más animadas y cómicas que las del último período. Según Kristin Thompson, la "inclusión de elementos estilísticos por su propio interés estético... en las primeras películas... tomó una forma más lúdica, y las comedias y las películas de gánsteres de la década de 1930 están llenas de pasajes estilísticos llamativos". Esta tendencia ha sido atribuida por Bordwell en parte a una estructura de dos partes que el director usó en El coro de Tokio y otras películas del período anterior: "En las primeras películas, la primera parte tiende a ser animada, a menudo cómica y bastante estricta causalmente"., mientras que la segunda parte tiende a modular hacia una mayor melancolía y hacia [una] estructura algo más episódica". En las películas posteriores a 1949, Ozu mantuvo la estructura de dos partes, pero con un énfasis muy diferente: "La primera parte [ahora] consiste en una exposición bastante pausada, una serie de escenas en las que la cronología es más importante que la causalidad. La segunda parte forma el grueso de la película, creando líneas causales fuertemente definidas. . . Este es esencialmente el modelo que seguirán las películas de Ozu a partir de Primavera tardía ".

### El trabajo de Ozu durante la guerra y la posguerra
A pesar de ser apreciadas por la crítica, las películas de Ozu de la década de 1930 no tuvieron un éxito notorio en la taquilla. Durante la Guerra Sino-Japonesa (1937–1941) y la Guerra del Pacífico (1941–1945), Ozu dirigió solo dos películas: Los hermanos Toda (Toda-ke no Kyodai, 1941) y Había un padre (Chichi Ariki, 1942), que se convirtieron en sus más populares hasta ese momento. Se ha conjeturado que el público las aceptó porque los temas familiares que Ozu siempre había favorecido de repente estaban totalmente de acuerdo con la ideología oficial del gobierno. En su libro sobre la industria cinematográfica japonesa durante la guerra, Peter B. High escribe que aunque Había un padre se "hizo en estricta conformidad con los requisitos ideológicos de la era de la Guerra del Pacífico,  es una de las pocas películas de este tipo que ser reconocida hoy como una obra maestra".
Para prácticamente todos los profesionales del cine japonés, los primeros años posteriores al final de la Guerra del Pacífico fueron un período difícil y desconcertante, ya que se vieron obligados a enfrentarse a un nuevo tipo de censura cinematográfica por parte de los estadounidenses victoriosos, que parecía, con sus valores extraños, en palabras de Audie Bock, "tratan de cambiar la estructura misma de la vida cotidiana japonesa, de la que extrajeron su tema". Fue durante este período que Ozu dirigió dos películas consideradas entre las menos típicas: Memorias de un inquilino (Nagaya no Shinshiroku, 1947), que retrata la difícil situación de los niños sin hogar, y Una gallina en el viento (Kaze no Naka no Mendori, 1948), que trata sobre los problemas de los soldados repatriados. Estas dos obras recibieron en Japón una aceptación mucho menos popular y crítica que sus películas de guerra.
Se ha especulado sobre por qué Ozu se concentró exclusivamente en los problemas de las familias de clase media en sus películas posteriores a 1948. Bordwell, citando al crítico japonés Tadao Sato, proporciona una posible explicación: "Según Sato, a Ozu [después de terminar Una gallina en el viento en 1948] sus amigos le dijeron que había llegado al límite de sus poderes formales. Se propuso encontrar un tema estable a través del cual pudiera refinar su técnica, y la vida de la familia de clase media fue su elección".

## Producción

### La censura de la ocupación

#### Problemas de censura conPrimavera tardía
El evento central de Primavera tardía es el matrimonio de la heroína con un hombre al que conoció solo una vez a través de una única reunión concertada. Esto presentó de inmediato un problema para los censores de la ocupación estadounidense. Según la estudiosa del cine Kyoko Hirano, estos funcionarios "consideraban feudal la costumbre japonesa de organizar reuniones para posibles parejas matrimoniales, miai, porque les parecía que la costumbre degradaba la importancia del individuo". Hirano señala que, si esta política de no mostrar matrimonios arreglados en la pantalla se hubiera aplicado estrictamente, Primavera tardía nunca se podría haber realizado. En la sinopsis original (que los cineastas debían someter a la censura antes de que se pudiera aprobar la producción), la decisión de casarse de Noriko se presentaba como una decisión familiar colectiva, no como una elección individual, y los censores aparentemente la rechazaron.
La sinopsis explica que el viaje a Kioto de padre e hija, justo antes del matrimonio de Noriko, ocurre para que ella pueda visitar la tumba de su madre. Esta motivación está ausente en la película, posiblemente porque los censores habrían interpretado tal visita como “culto a los antepasados”, una práctica que desaprobaban.
Se eliminó cualquier referencia en el guion a la devastación causada por los bombardeos aliados. En el guion original, Shukichi le comenta a la esposa de Onodera en Kioto que su ciudad es un lugar muy agradable, a diferencia de Tokio, con todas sus ruinas. Los censores eliminaron la referencia a las ruinas (como una crítica implícita a los Aliados) y, en la película terminada, se introdujo la palabra “hokorippoi” (“polvoriento”) como descripción de Tokio.
En un principio, los censores eliminaron automáticamente una referencia en el guion a la estrella de Hollywood Gary Cooper, pero luego la restablecieron cuando se dieron cuenta de que la comparación era con el pretendiente (invisible) de Noriko, Satake, a quien los personajes femeninos describen como atractivo y, por lo tanto, era halagadora para el actor estadounidense.
A veces, las demandas de los censores parecían irracionales. Una línea sobre la salud de Noriko que se vio afectada negativamente por "su trabajo después de ser reclutada por la Marina [japonesa] durante la guerra" se cambió a "el trabajo forzado durante la guerra", como si incluso la sola mención de la Marina japonesa fuera de alguna manera sospechosa.
En la fase de guion del proceso de censura, los censores exigieron que el personaje de la tía Masa, que en un momento encuentra un monedero perdido en el suelo y lo guarda como una especie de amuleto de la buena suerte, se muestre entregando el monedero. a la policía. Ozu respondió convirtiendo la situación, en la película terminada, en una especie de broma en la que Shukichi repetidamente (y en vano) insta a su hermana a entregar el bolso a la policía. Este cambio ha sido llamado "una forma burlona de cumplimiento parcial de la censura".

#### La supuesta "subversión" de la censura por parte de Ozu
Lars-Martin Sorensen, un académico, ha afirmado que el objetivo parcial de Ozu al hacer la película era presentar un ideal de Japón en desacuerdo con el que la ocupación quería promover, y que logró subvertir la censura para lograrlo. "El 'mensaje' político-histórico controvertido y subversivo de la película es... que la belleza de la tradición y del sometimiento de los caprichos individuales a la tradición y la historia eclipsa con creces las tendencias occidentales importadas e impuestas del Japón ocupado".

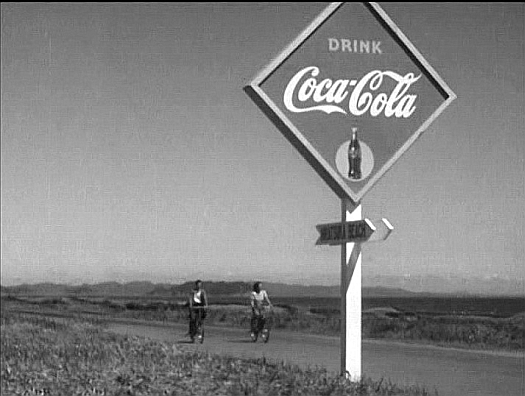
Hattori (Jun Usami) y Noriko en bicicleta hacia la playa (con el letrero de Coca-Cola en primer plano)

Sorensen usa como ejemplo la escena al principio de la película en la que Noriko y Hattori, la asistente de su padre, van en bicicleta hacia la playa. Pasan junto a un cartel de Coca-Cola en forma de rombo y otro cartel, en inglés, que advierte que la capacidad de peso de un puente sobre el que viajan es de 30 toneladas: información bastante irrelevante para esta joven pareja, pero perfectamente apropiada para los vehículos militares estadounidenses que podrían pasar por ese camino. (Ni el cartel de Coca-Cola ni la advertencia vial se mencionan en el guion aprobado por los censores) Sorensen argumenta que estos objetos son "referencias obvias a la presencia del ejército de ocupación".
Por otro lado, Primavera tardía, más que cualquier otra película de Ozu, está impregnada de los símbolos de la tradición japonesa: la ceremonia del té que abre la película, los templos de Kamakura, la actuación de Noh que presencian Noriko y Shukichi, y el paisaje. y jardines zen de Kioto. Sorensen argumenta que estas imágenes de hitos históricos "tenían la intención de inspirar asombro y respeto por los tesoros del antiguo Japón en contraste con la impureza del presente". Sorensen también afirma que, para la audiencia de Ozu, "la exaltación de la tradición japonesa y el patrimonio cultural y religioso debe haber traído recuerdos de los buenos viejos tiempos cuando Japón todavía estaba ganando sus batallas en el extranjero y el nacionalismo alcanzaba su punto máximo". A estudiosos como Bordwell, que afirman que Ozu estaba promoviendo con esta película una ideología que podría llamarse liberal, Sorensen les argumenta que las reseñas contemporáneas de la película "muestran que Ozu (el director y sus convicciones personales) era considerado inseparable de su películas, y que se le consideraba un conservador purista".
Sorensen concluye que tal censura puede no ser necesariamente algo malo. "Uno de los efectos secundarios positivos de tener prohibido expresar los puntos de vista de uno abierta y directamente es que obliga a los artistas a ser creativos y sutiles en sus formas de expresión".

### Colaboradores de Ozu
En Primavera tardía, Ozu trabajó con varios viejos colegas de sus días anteriores a la guerra, como el actor Chishu Ryu y el director de fotografía Yuharu Atsuta. Sin embargo, un reencuentro largamente postergado con un artista y el comienzo de una larga colaboración con otro —el guionista Kogo Noda y la actriz Setsuko Hara, respectivamente— resultaron críticos artísticamente, tanto para este trabajo como para la dirección de la carrera posterior de Ozu.

#### Kogo Noda

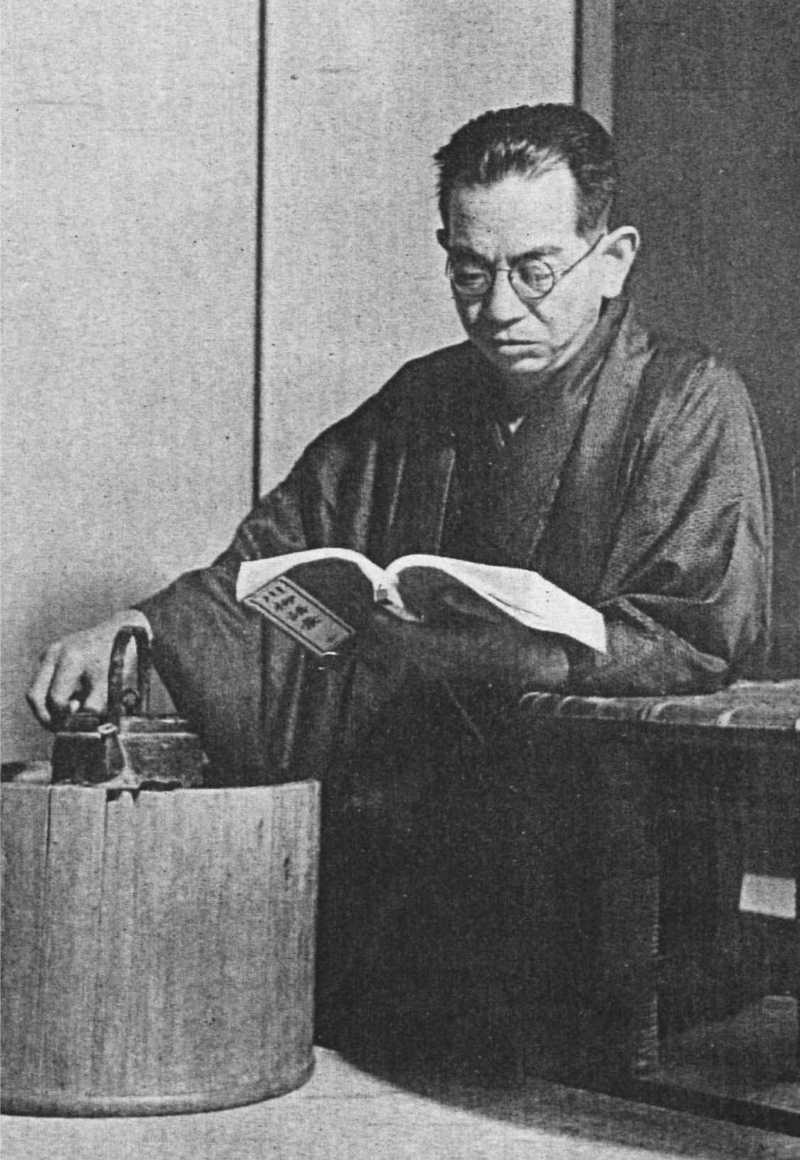
Kōgo Noda, frecuente coguionista de Ozu desde Primavera tardía en adelante. Noda colaboró en todas las películas de Ozu hasta la muerte de este último en 1963.

Kogo Noda, ya un consumado guionista, había colaborado con Ozu en el guion de su primera película de 1927, La espada de la penitencia. Más tarde, Noda había escrito guiones con Ozu (mientras también colaboraba con otros directores) en muchas de sus mejores películas mudas, incluido El coro de Tokio. Sin embargo, en 1949, el director no había trabajado con su viejo amigo durante catorce años. A pesar de ello, su reunión en Primavera tardía fue tan armoniosa y exitosa que Ozu escribió exclusivamente con Noda por el resto de su carrera.
Ozu dijo una vez de Noda: “Cuando un director trabaja con un guionista deben tener algunas características y hábitos en común, de lo contrario, no se llevarán bien. Mi vida diaria (a qué hora me levanto, cuánto sake bebo, etc.) coincide casi por completo con la de [Noda]. Cuando trabajo con Noda, colaboramos incluso en pequeños diálogos. Aunque nunca discutimos los detalles de los decorados o el vestuario, su imagen mental de estas cosas siempre está de acuerdo con la mía; nuestras ideas nunca se entrecruzan ni salen mal. Incluso estamos de acuerdo en si un diálogo debe terminar con wa o yo.”  A partir de Primavera tardía, en parte debido a la influencia de Noda, todos los personajes de Ozu serían de clase media y, por lo tanto, a diferencia de los personajes de, por ejemplo, Memorias de un inquilino o Una gallina en el viento, más allá de las necesidades físicas inmediatas.

#### Setsuko Hara

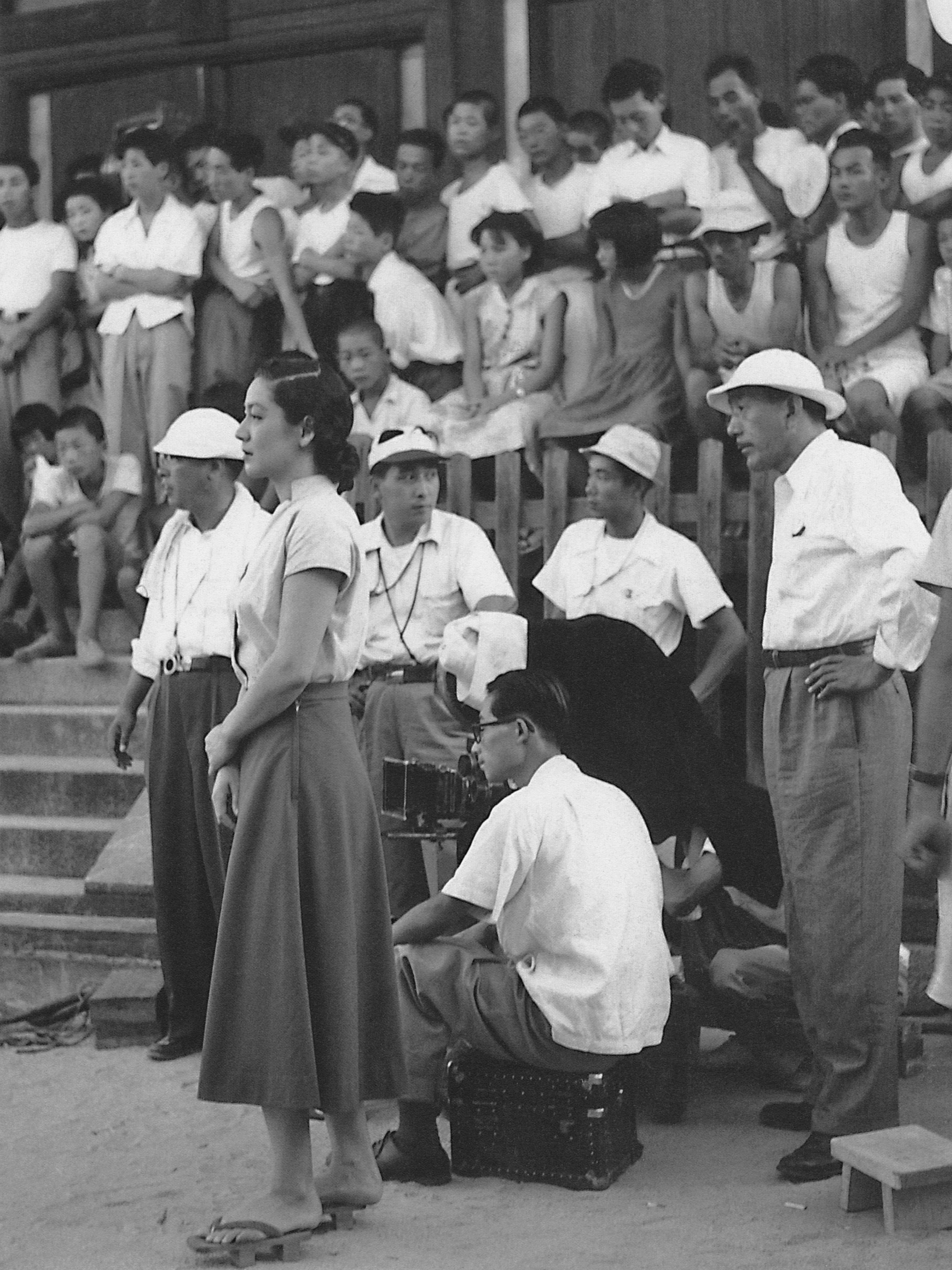
Yasujirō Ozu dirigiendo a Setsuko Hara en la última película de la "Trilogía de Noriko", Tōkyō monogatari (1953). Ozu está de pie en el primer plano de la imagen, en el extremo derecho.

Setsuko Hara (nacida Masae Aida en Yokohama, prefectura de Kanagawa el 17 de junio de 1920) había aparecido en películas desde mediados de la década de 1930, cuando era adolescente. Su estructura alta y rasgos faciales fuertes, incluidos ojos muy grandes y nariz prominente, eran inusuales entre las actrices japonesas en ese momento, se ha rumoreado, pero no verificado, que tendría un abuelo alemán. Mantuvo su popularidad durante los años de la guerra, cuando apareció en muchas películas realizadas con fines propagandísticos por el gobierno militar, convirtiéndose en "la perfecta heroína de las películas de guerra". Después de la derrota de Japón, fue más popular que nunca, de modo que cuando Ozu trabajó con ella por primera vez en Primavera tardía, ya se había convertido en "una de las actrices más queridas de Japón".
Ozu tenía un respeto muy alto por el trabajo de Hara. Él dijo: "Cada actor japonés puede interpretar el papel de un soldado y cada actriz japonesa puede interpretar el papel de una prostituta hasta cierto punto. Sin embargo, es raro encontrar una actriz [como Hara] que pueda interpretar el papel de una hija de una buena familia". Hablando de su actuación en Primavera tardía, se le citó diciendo: "Setsuko Hara es una muy buena actriz. Ojalá tuviera cuatro o cinco más como ella".
Además de las tres películas de "Noriko", Ozu la dirigió en otros tres papeles: como una esposa infelizmente casada en Crepúsculo en Tokio (Tokyo Boshoku 1957), como la madre de una hija casadera en Otoño tardío (Akibiyori, 1960) y nuera del dueño de una planta de sake en la penúltima película del director, El otoño de los Kohayagawa (Kohayagawa-ke no Aki, 1961). Bordwell resumió el consenso crítico de la importancia de Hara para el trabajo tardío de Ozu cuando escribió: "Después de 1948, Setsuko Hara se convierte en la mujer arquetípica de Ozu, ya sea la futura novia o la viuda de mediana edad".

## Narrativa, temas y caracterización

### Estrategias narrativas
Las películas de Yasujirō Ozu son bien conocidas por su enfoque inusual de la narrativa cinematográfica. Las escenas que la mayoría de los cineastas considerarían obligatorias (p. ej., la boda de Noriko) a menudo no se muestran en absoluto, mientras que los incidentes aparentemente extraños (p. ej., el concierto al que asistió Hattori pero no Noriko) reciben una prominencia aparentemente excesiva. A veces, se oculta información narrativa importante no solo al personaje principal, sino también al espectador, como la noticia del compromiso de Hattori, sobre el cual ni el padre de Noriko ni la audiencia tienen conocimiento hasta que Noriko, riendo, se lo dice. En determinados momentos, el cineasta salta, dentro de una escena, de un marco temporal a otro sin transición, como cuando dos planos iniciales de unos viajeros esperando un tren en un andén dan paso a un tercer plano del mismo tren ya en su camino a Tokio.

#### Teoría narrativa "paramétrica"
Bordwell se refiere al enfoque narrativo de Ozu como "narración paramétrica". Con este término quiere decir que el enfoque visual "sobreunificado" de Ozu, caracterizado por su "rigor estilístico", a menudo proporciona la base para la "desviación lúdica", incluida la alegría narrativa. Como dice Bordwell de forma más clara, Ozu "se aleja de su propia maquinaria para lograr el humor y la sorpresa". En su opinión, "en la poesía narrativa, el ritmo y la rima no tienen por qué subordinarse por completo a la exigencia de contar la historia; en la canción artística o la ópera, las estructuras musicales 'autónomas' pueden requerir que la historia se detenga mientras se escuchan armónicos o melódicos particulares". los patrones se resuelven solos. De manera similar, en algunas películas, las cualidades temporales o espaciales pueden atraernos con un patrón que no depende totalmente de la representación de la información de la fábula [es decir, la historia]".
Bordwell señala que la escena inicial de Primavera tardía "comienza en la estación de tren, donde los personajes no están ... Una escena posterior hará exactamente lo mismo, mostrando la estación de tren antes de mostrar [a los personajes] que ya se precipitan hacia Tokio... En Tokio, [el profesor] Onodera y Noriko hablan sobre ir a una exhibición de arte, corte a un letrero de la exhibición, luego a los escalones de la galería de arte, corte a los dos en un bar, después de que habían ido a la exhibición".

#### Teoría narrativa "esencialista"
Para Kathe Geist, los métodos narrativos de Ozu reflejan la economía de medios del artista, no el "ludismo". "Su uso frecuente de la repetición y la elipsis [narrativa] no 'imponen su voluntad' en las tramas de Ozu, son sus tramas. Al prestar atención a lo que se ha dejado de lado y a lo que se repite, se llega a la historia esencial de Ozu.” 
Como ejemplo, Geist cita la escena en la que Noriko y Hattori van en bicicleta a la playa y tienen una conversación allí, un incidente que parece implicar una relación romántica en ciernes entre ellos. Cuando Noriko le revela un poco más tarde a su padre que Hattori, antes de ese viaje en bicicleta, ya se había comprometido con otra mujer, "nos preguntamos", escribe Geist, "por qué Ozu ha perdido tanto tiempo con el 'hombre equivocado' [para Noriko] ."  Sin embargo, la clave de la importancia de la escena de la playa en la trama, según Geist, es el diálogo entre Hattori y Noriko, en el que esta última le dice que ella es "del tipo celoso". Esta afirmación aparentemente improbable, dada su naturaleza afable, se confirma más tarde cuando se vuelve amargamente celosa por el aparente plan de su padre de volver a casarse. "Sus celos la incitan a su propio matrimonio y, por lo tanto, son el eje sobre el que gira la trama".
Geist resume su análisis de varias películas importantes de Ozu del período de posguerra al afirmar que "las narraciones se desarrollan con una precisión asombrosa en la que no se desperdicia ningún plano y, ciertamente, ninguna escena, y todo se superpone con una intrincada red de significado entrelazado".

### Temas principales

#### Matrimonio
El tema principal de Primavera tardía es el matrimonio: específicamente, los persistentes intentos de varios personajes de la película de casar a Noriko. El tema del matrimonio fue actual para los japoneses de finales de la década de 1940. El 1 de enero de 1948 se había promulgado una nueva ley que permitía por primera vez a los jóvenes mayores de veinte años casarse consensualmente sin permiso de los padres. La Constitución japonesa de 1947 facilitó mucho que una esposa se divorciara de su marido; hasta ese momento había sido "difícil, casi imposible" hacerlo. Varios comentaristas han señalado que una de las razones por las que Noriko todavía no está casada a la edad relativamente tardía de 27 años es que muchos de los hombres jóvenes de su generación habían muerto en la Segunda Guerra Mundial, dejando muchas menos parejas potenciales elegibles para mujeres jóvenes solteras.
El matrimonio en esta película, así como en muchas de las últimas películas de Ozu, está fuertemente asociado con la muerte. La hija del profesor Onodera, por ejemplo, se refiere al matrimonio como "el cementerio de la vida". Geist escribe: "Ozu conecta el matrimonio y la muerte de maneras obvias y sutiles en la mayoría de sus últimas películas... La comparación entre bodas y funerales no es simplemente un ingenioso recurso por parte de Ozu, sino que es un concepto tan fundamental en la cultura japonesa que estas ceremonias, así como los nacimientos circundantes, tienen similitudes incorporadas... La melancolía elegíaca que Ozu evoca al final de Primavera tardía, Otoño tardío y Tarde de otoño surge solo en parte porque los padres se han quedado solos... La tristeza surge porque el matrimonio de los más jóvenes inevitablemente se refleja en la mortalidad de la generación anterior". Robin Wood enfatiza la conexión matrimonio-muerte al comentar la escena que tiene lugar en la casa de los Somiya justo antes de la ceremonia de la boda. "Después de que todos han salido de la habitación... [Ozu] termina la secuencia con una toma del espejo vacío. Noriko ya no es ni siquiera un reflejo, ha desaparecido de la narración, ya no es 'Noriko' sino 'esposa'. El efecto es el de una muerte.”

#### Tradición versus modernidad
La tensión entre la tradición y las presiones modernas en relación con el matrimonio y, por extensión, dentro de la cultura japonesa en su conjunto, es uno de los principales conflictos que Ozu recrea en la película. Sorensen indica con varios ejemplos que los alimentos que come un personaje o incluso cómo se sienta (por ejemplo, en tatamis o sillas de estilo occidental) revelan la relación de ese personaje con la tradición. Según Peña, Noriko "es la moga por excelencia, modan gaaru, 'chica moderna', que puebla la ficción japonesa, y realmente la imaginación japonesa, desde la década de 1920 en adelante". A lo largo de la mayor parte de la película, Noriko usa ropa occidental en lugar de un kimono y, en apariencia, se comporta de manera actualizada. Sin embargo, Bordwell afirma que "Noriko es más anticuada que su padre, insiste en que no podría arreglárselas sin ella y le molesta la idea de que un viudo pueda volver a casarse... ella se aferra a una noción anticuada de la decencia".
Los otros dos personajes femeninos importantes de la película también se definen en términos de su relación con la tradición. La tía de Noriko, Masa, aparece en escenas en las que se la asocia con el Japón tradicional, como la ceremonia del té en uno de los antiguos templos de Kamakura. La amiga de Noriko, Aya, por otra parte, parece rechazar la tradición por completo. Aya se había aprovechado de las nuevas leyes liberales de divorcio para poner fin a su reciente matrimonio. Así, se la presenta como un nuevo fenómeno occidentalizado: la divorciada. Ella "toma té inglés con leche de tazas de té con asas, [y] también hornea shortcake (shaato keeki)", un tipo de comida muy poco japonesa.
Al igual que Noriko, su padre tiene una relación ambigua con la modernidad. Shukichi se ve por primera vez en la película verificando la ortografía correcta del nombre del economista germano-estadounidense Friedrich List, una importante figura de transición durante la era Meiji de Japón. (Las teorías de List ayudaron a estimular la modernización económica del país.) Profr. Somiya trata a Aya, la divorciada, con cortesía y respeto constantes, lo que implica una actitud tolerante y "moderna", aunque un crítico sospecha que un hombre de la clase y generación de Shukichi en el Japón de la vida real de ese período podría haber sido considerablemente menos tolerante.
Sea como fuere, al igual que la tía Masa, Shukichi también está asociado con las tradiciones del antiguo Japón, como la ciudad de Kioto con sus templos antiguos y jardines de rocas zen, y la obra de teatro Noh que claramente disfruta. Lo más importante es que presiona a Noriko para que siga adelante con la reunión de miai con Satake, aunque le deja claro que puede rechazar a su pretendiente sin consecuencias negativas.
Sorensen ha resumido la posición ambigua de padre e hija en relación con la tradición de la siguiente manera: "Noriko y [el profesor] Somiya interpolan entre los dos extremos, entre shortcake y Nara-pickles, entre té verde preparado ritualmente y té con leche, entre amor matrimonio/divorcio y matrimonio concertado, entre Tokio y Nara. Y esta interpolación es lo que los convierte en personajes complejos, maravillosamente humanos en todas sus inconsistencias internas, muy parecidos a Ozu y por cierto agradables".

#### El hogar
Algunos comentaristas han visto a Primavera tardía como una obra de transición en cuanto al hogar como tema recurrente en el cine japonés. Tadao Sato señala que los directores de Shochiku de las décadas de 1920 y 1930, incluidos Shimazu, Gosho, Mikio Naruse y el propio Ozu, "presentaron a la familia en una tensa confrontación con la sociedad". En Ani to sono imoto (1939) de Yasujirō Shimazu, por ejemplo, “el hogar se santifica como un lugar de calidez y generosidad, sentimientos que se estaban desvaneciendo rápidamente en la sociedad”. Sin embargo, a principios de la década de 1940, en películas como Había un padre de Ozu, "la familia [estaba] completamente subordinada al estado [en tiempos de guerra]" y "la sociedad está ahora por encima de la crítica". Pero cuando el estado militar se derrumbó como resultado de la derrota de Japón en la guerra, la idea del hogar se derrumbó con él: "Ni la nación ni el hogar podían dictar más la moralidad".
Sato considera que Primavera tardía es "el próximo gran desarrollo en el género del drama doméstico", porque "inició una serie de películas de Ozu con el tema: no hay sociedad, solo el hogar". Si bien los miembros de la familia tenían sus propios lugares de actividad (oficina, escuela, negocio familiar), no había tensión entre el mundo exterior y el hogar. Como consecuencia, el hogar mismo perdió su fuente de fuerza moral.”  Sin embargo, a pesar del hecho de que estos dramas caseros de Ozu "tienden a carecer de relevancia social", "llegaron a ocupar la corriente principal del género y pueden considerarse expresiones perfectas de 'mi hogar-ismo', por el cual la familia es apreciada hasta la exclusión. de todo lo demás".

#### La estación y la sexualidad
Primavera tardía es la primera de varias películas existentes de Ozu con un título de "estación". (Las películas posteriores con títulos semejantes son Principios de verano, Primavera precoz (Soshun, 1956), Otoño tardío y El otoño de los Kohayagawa. La "Primavera tardía" del título se refiere en el nivel más obvio a Noriko quien, a los 27 años, se encuentra en la "primavera tardía" de su vida y se acerca a la edad en la que ya no sería considerada casadera.

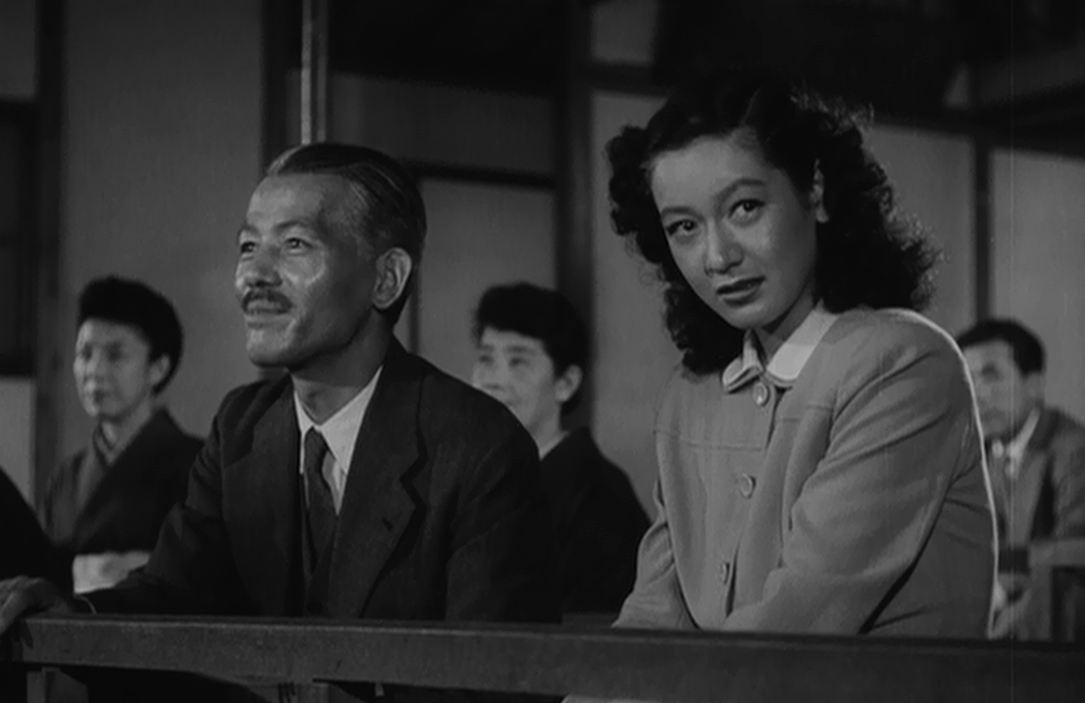
La escena Noh : Noriko está consumida por los celos porque su padre acaba de saludar en silencio a la atractiva viuda, la Sra. Miwa (Kuniko Miyake, no se muestra)

Sin embargo, puede haber otro significado para el título de Ozu derivado de la antigua cultura japonesa. Cuando Noriko y Shukichi asisten a la obra Noh, la obra representada se llama Kakitsubata o "El lirio de agua". El lirio de agua en Japón es una planta que florece, generalmente en marismas u otros suelos húmedos, a mediados o finales de la primavera.  En esta obra, un monje viajero llega a un lugar llamado Yatsuhashi, famoso por sus lirios de agua, cuando aparece una mujer. Ella alude a un famoso poema del poeta waka del período Heian, Ariwara no Narihira, en el que cada una de las cinco líneas comienza con una sílaba que, dichas juntas, forman la palabra "iris de agua" ("ka-ki- tsu-ba-ta"). El monje pasa la noche en la humilde cabaña de la mujer, quien luego aparece con un elaborado kimono y un tocado y se revela como el espíritu del lirio de agua. Ella alaba a Narihira, baila y al amanecer recibe la iluminación de Buda y desaparece.
Como explica Norman Holland en un ensayo sobre la película, "el iris está asociado con la primavera tardía, el título de la película", y la obra contiene una gran cantidad de simbolismo sexual y religioso. Las hojas y la flor del iris se consideran tradicionalmente como representantes de los genitales masculinos y femeninos, respectivamente. La obra en sí se considera tradicionalmente, según Holland, como "un tributo a la unión del hombre y la mujer que conduce a la iluminación".
Noriko acepta con calma este contenido sexual cuando se expresa en la forma "arcaica" del drama Noh, pero cuando ve a su padre asentir educadamente a la atractiva viuda, la Sra. Miwa, que también está en la audiencia, "eso le parece a Noriko escandaloso e indignante. ¿Esta mujer y su padre habían quedado en encontrarse en esta obra sobre sexualidad? ¿Es este nuevo matrimonio 'sucio' como el nuevo matrimonio [de Onodera]? Se siente tanto enfadada como desesperada. Está tan enfadada con su padre que, de manera bastante inusual, se aleja enfadada de él después de que salen del cine". Holland, por lo tanto, ve uno de los temas principales de la película como "el empujón de la tradicional e inhibida Noriko al matrimonio".

### Personajes principales
Primavera tardía ha sido particularmente elogiada por su enfoque en los personajes, y ha sido citada como "uno de los estudios de personajes más perfectos, completos y exitosos jamás logrados en el cine japonés".  El complejo enfoque de Ozu de los personajes se puede examinar mejor a través de los dos protagonistas de la película: Noriko Somiya y su padre, Shukichi.

#### Noriko Somiya
Noriko, de 27 años, es una joven soltera y desempleada, completamente dependiente económicamente de su padre y que vive (al comienzo de la película) bastante contenta con él. Sus dos rasgos más importantes, que están interrelacionados, son su relación inusualmente cercana y afectuosa con su padre y su extrema renuencia a casarse y abandonar el hogar. Del primer rasgo, la relación entre padre e hija ha sido descrita como una "amistad transgeneracional", en la que, sin embargo, no hay indicios de algo incestuoso o inapropiado. Sin embargo, se ha admitido que esto puede deberse principalmente a las diferencias culturales entre Japón y Occidente y que, si la historia se rehiciera en Occidente, no se podría eludir tal posible interpretación. El segundo rasgo, su fuerte aversión a la idea del matrimonio, ha sido visto por algunos comentaristas en términos del concepto japonés de amae, que en este contexto significa la fuerte dependencia emocional de un niño hacia su padre, que puede persistir en edad adulta. Por lo tanto, la ruptura de la relación padre-hija adulta en la película se ha interpretado como la visión de Ozu de la inevitabilidad y necesidad de la finalización de la relación amae, aunque nunca pasa por alto el dolor de tal ruptura.
Ha habido considerables diferencias de opinión entre los comentaristas con respecto a la complicada personalidad de Noriko. Ha sido descrita de diversas formas como una esposa para su padre, o como una madre para él; como una niña petulante; o como un enigma, particularmente en cuanto a la cuestión de si ella elige libremente casarse o no. Incluso la creencia común de los estudiosos del cine de que ella es una defensora de los valores conservadores, debido a su oposición a los planes (fingidos) de volver a casarse de su padre, ha sido cuestionada. Robin Wood, al escribir sobre los tres Norikos como un solo personaje colectivo, afirma que "Noriko" "ha logrado retener y desarrollar los mejores valores humanos que el mundo capitalista moderno... pisotea: consideración, generosidad emocional, la capacidad de cuidar y empatizar, y, sobre todo, conciencia”.

#### Shukichi Somiya
El padre de Noriko, Shukichi, trabaja como profesor universitario y es el único sostén de la familia. Se ha sugerido que el personaje representa una transición de la imagen tradicional del padre japonés a otra muy diferente. Sato señala que el ideal nacional del padre antes de la guerra era el del patriarca severo, que gobernaba a su familia con amor, pero con mano de hierro. El propio Ozu, sin embargo, en varias películas anteriores a la guerra, como He nacido pero… y Corazón vagabundo, había socavado, según Sato, esta imagen del padre fuerte arquetípico al representar a padres oprimidos como "asalariados" (sarariman, para usar el término japonés), o trabajadores pobres de la clase obrera, que a veces perdieron el respeto de sus hijos rebeldes. Bordwell ha señalado que "lo que es notable del trabajo de Ozu de las décadas de 1920 y 1930 es cuán rara vez se restablece la norma patriarcal al final [de cada película]".
El personaje del Prof. Somiya representa, según esta interpretación, una nueva evolución del patriarca “no patriarcal”. Aunque Shukichi ejerce una influencia moral considerable sobre su hija a través de su estrecha relación, esa relación es "sorprendentemente no opresiva". Un comentarista se refiere a Shukichi y a su amigo, el profesor Onodera, como hombres que están "muy en paz, muy conscientes de sí mismos y de su lugar en el mundo", y son marcadamente diferentes de los estereotipos de hombres japoneses feroces promulgados por películas estadounidenses durante y después de la Guerra Mundial.
Se ha afirmado que, después de que Noriko acepta la propuesta de matrimonio de Satake, la película deja de ser sobre ella y que el Prof. Somiya en ese momento se convierte en el verdadero protagonista, con el enfoque de la película cambiando a su creciente soledad y dolor. En este sentido, es significativo un cambio en la trama que los cineastas hicieron a partir del material original. En la novela de Kazuo Hirotsu, el anuncio del padre a su hija de que desea casarse con una viuda es solo inicialmente una artimaña; eventualmente, en realidad se vuelve a casar. Ozu y su coguionista, Noda, rechazaron deliberadamente este final "ingenioso", para mostrar al Prof. Somiya como solo e inconsolable al final.

## Estilo
El estilo único de Ozu ha sido ampliamente destacado por críticos y académicos. Algunos lo han considerado un estilo anti-Hollywood, ya que rechazó muchas convenciones del cine de Hollywood. Algunos aspectos del estilo de Primavera tardía, que también se aplican al estilo del último período de Ozu en general, ya que la película es típica en casi todos los aspectos incluyen el uso de la cámara por parte de Ozu, su uso de actores, su edición idiosincrásica. y su frecuente empleo de un tipo distintivo de toma que algunos comentaristas han llamado "toma de almohada" ("pillow shot").

### El uso de la cámara por parte de Ozu

#### Ángulo bajo
Probablemente, el aspecto más observado de la técnica de cámara de Ozu es su uso constante de una posición de cámara extremadamente baja para fotografiar a sus sujetos, una práctica que Bordwell remonta a sus películas del período 1931-1932. Un ejemplo de cámara baja en Primavera tardía es la escena en la que Noriko visita a su amiga Aya en su casa. Noriko está sentada, mientras que Aya está sentada en una posición ligeramente más alta, por lo que Aya mira su amiga desde arriba. Sin embargo, "el ángulo de la cámara en ambos casos es bajo. Noriko se sienta mirando a Aya de pie, pero la cámara [en el plano inverso ] mira hacia el rostro de Noriko, rechazando el punto de vista de Aya. Por lo tanto, se nos impide identificarnos con Aya y nos vemos obligados a tener un punto de vista inhumano sobre Noriko".
No ha habido un consenso crítico sobre por qué Ozu empleó constantemente el ángulo de cámara bajo. Bordwell sugiere que su motivo fue principalmente visual, porque el ángulo le permitió crear composiciones distintivas dentro del marco y "hacer que cada imagen sea nítida, estable y llamativa". El historiador y crítico de cine Donald Richie creía que una de las razones por las que utilizó esta técnica fue como una forma de "explotar el aspecto teatral de la vivienda japonesa". Otro crítico cree que el propósito final de la posición baja de la cámara era permitir que la audiencia asumiera "un punto de vista de reverencia" hacia la gente común en sus películas, como Noriko y su padre.

#### Cámara estática
Ozu se destacó ampliamente por un estilo caracterizado por evitar con frecuencia los tipos de movimientos de cámara, como barrido, travelling o tomas de grúa (crane shots), empleadas por la mayoría de los directores de cine. (Como él mismo comentaría a veces, "No soy un director dinámico como Akira Kurosawa) Bordwell señala que, de todas las prácticas técnicas comunes que Ozu se negó a emular, fue "más absoluto" al negarse a reencuadrar (por ejemplo, haciendo una panorámica leve) la figura humana en movimiento para mantenerla a la vista; este crítico afirma que no hay un solo reencuadre en todas las películas de Ozu desde 1930 en adelante. En las películas tardías (es decir, las de Primavera tardía en adelante), el director "usará paredes, biombos o puertas para bloquear los lados del marco para que la gente camine hacia una profundidad central", manteniendo así el enfoque en las figuras humanas sin ningún movimiento de la cámara.
Paradójicamente, el cineasta conservaba sus composiciones estáticas incluso cuando se mostraba a un personaje caminando o montando, moviendo la cámara con una plataforma rodante a la velocidad precisa a la que se movían el actor o los actores. Hacía llorar a su devoto camarógrafo, Yuharu Atsuta, al insistir en que los actores y técnicos contaran sus pasos con precisión durante un travelling para que los movimientos de los actores y la cámara pudieran sincronizarse. Hablando del viaje en bicicleta a la playa al principio de la historia, Peña señala: "Es casi como si Noriko [en su bicicleta] no pareciera moverse, o Hattori no se mueve porque su lugar dentro del cuadro permanece constante... Estos son el tipo de idiosincrasias visuales que hacen que el estilo de Ozu sea tan interesante y único en cierto modo, para darnos movimiento y al mismo tiempo socavarlo".

### El empleo de los actores
Prácticamente todos los actores que trabajaron con Ozu, incluido Chishu Ryu, quien colaboró con el director en casi todas sus películas, están de acuerdo en que era un empleador extremadamente exigente. Dirigía acciones muy simples por parte del ejecutante "al centímetro". A diferencia de los de Mizoguchi y Kurosawa, los personajes de Ozu, según Sato, son "generalmente tranquilos... no solo se mueven al mismo ritmo, sino que también hablan al mismo ritmo medido". Insistía en que sus actores expresaran sus emociones a través de la acción, incluso de memoria, en lugar de expresar directamente sus sentimientos más íntimos. Una vez, cuando la distinguida actriz de carácter Haruko Sugimura le preguntó al director qué se suponía que debía sentir su personaje en un momento dado, Ozu respondió: “Se supone que no debes sentir, se supone que debes hacer”.
Sugimura, quien interpretó a la tía Masa en Primavera tardía, describió vívidamente el enfoque de Ozu para dirigir actores en su descripción de la escena en la que Noriko está a punto de dejar la casa de su padre para su boda:
Ozu me dijo que volviera a la habitación [después de que ella, Hara y Ryu hubieran salido] y diera la vuelta. Así que hice lo que me dijeron, pero por supuesto no fue lo suficientemente bueno. Después de la tercera toma, Ozu la aprobó... La razón por la que [la tía Masa] da vueltas alrededor de la habitación una vez es porque siente nostalgia por todos los recuerdos que hay allí y también quiere asegurarse de no dejar nada atrás. No mostró cada una de estas cosas explícitamente, pero a través de mi suave movimiento circular por la habitación, a través de cómo me movía, a través del ritmo y el bloqueo, creo que eso es lo que estaba tratando de expresar. En ese momento, no entendí. Recuerdo que lo hice rítmicamente: no caminé y no corrí; Me moví ligera y rítmicamente. Mientras continuaba haciéndolo, se convirtió en eso, y Ozu lo aprobó. Ahora que lo pienso, era esa forma de caminar rítmicamente lo que creo que era bueno. Lo hice naturalmente, no deliberadamente. Y por supuesto fue Ozu quien me ayudó a hacerlo.

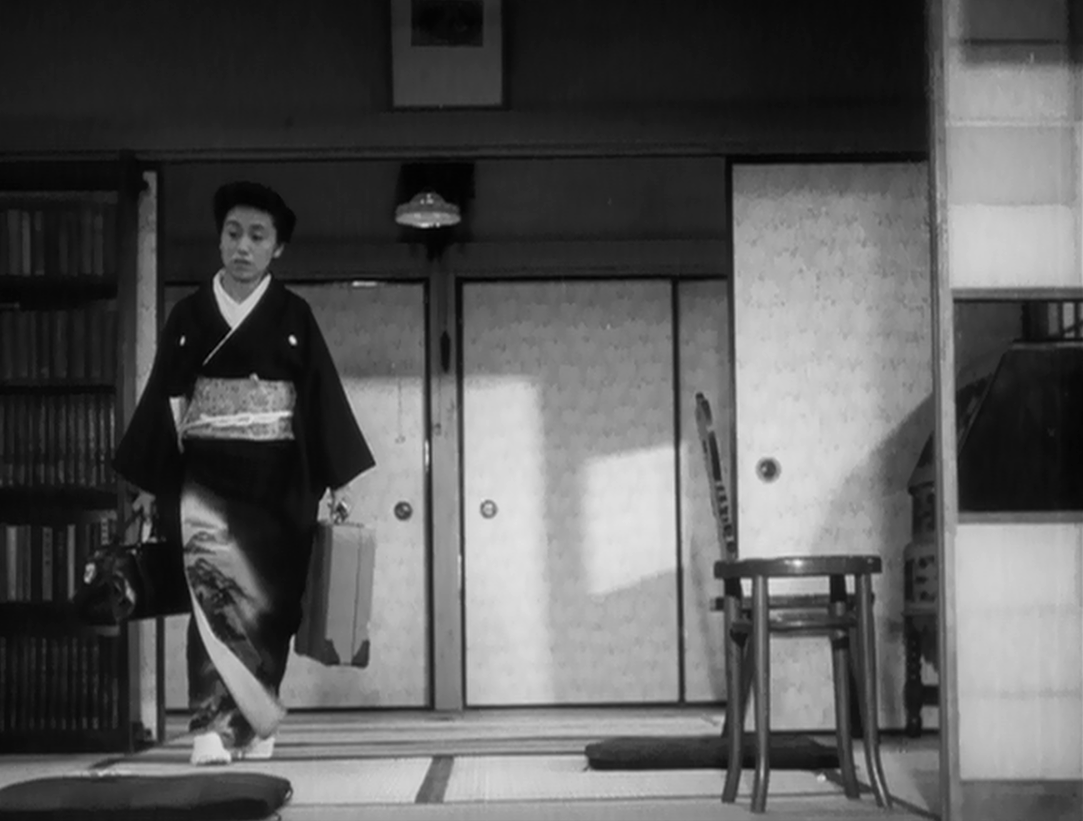
La tía Masa (Haruko Sugimura) da vueltas por última vez en la habitación de Noriko.

### Montaje
Según Richie, el montaje de una película de Ozu siempre estuvo subordinado al guion: es decir, el ritmo de cada escena se decidió en la etapa de escritura del guion, y el montaje final de la película lo reflejó. Este ritmo predominante incluso determinó cómo se construyeron los decorados. Sato cita a Tomo Shimogawara, quien diseñó los escenarios para El otoño de los Kohayagawa (aunque la descripción también se aplica claramente a otras películas de Ozu del período tardío, incluida Primavera tardía): "El tamaño de las habitaciones fue dictado por los lapsos entre los movimientos del actor . . . Ozu me daría instrucciones sobre la longitud exacta del pasillo. Explicó que era parte integral del tempo de su película, y este flujo de tiempo que Ozu imaginó en el momento en que se estaba escribiendo el guion. . . Dado que Ozu nunca usó barridos o disolventes, y también por el bien del tiempo dramático, mediría la cantidad de segundos que le tomaba a alguien subir las escaleras y, por lo tanto, el set tenía que construirse en consecuencia". Sato dice sobre este tempo que "es una creación en la que el tempo es bellamente aprehendido de conformidad con la fisiología de los acontecimientos cotidianos".
Un hecho sorprendente sobre las últimas películas de Ozu es que las transiciones entre escenas se logran exclusivamente a través de cortes simples. Según un comentarista, la obra perdida, Vida de un oficinista (Kaishain seikatsu, 1929), contenía una disolución, y varias películas de Ozu existentes de la década de 1930 (por ejemplo, El coro de Tokio y El hijo único) contienen algunos desvanecimientos . . Pero en el momento de la Primavera tardía, estos se eliminaron por completo, con solo pistas musicales para indicar cambios de escena. (Ozu habló una vez del uso de la disolución como "una forma de hacer trampa".) Este autocontrol del cineasta ahora se considera muy moderno, porque aunque los desvanecimientos, las disoluciones e incluso los borrados formaban parte de la gramática cinematográfica común en todo el mundo en la época de Primavera tardía (y mucho después), tales dispositivos a menudo son considerado algo "anticuado" hoy en día, cuando los cortes rectos son la norma.

### Planos de "almohada"
Muchos críticos y estudiosos han comentado el hecho de que, con frecuencia, Ozu, en lugar de pasar directamente del final de los créditos iniciales a la primera escena, o de una escena a otra, interpone uno o varios planos, hasta seis, de un objeto, o un grupo de objetos, o una habitación, o un paisaje, a menudo (pero no siempre) desprovisto de figuras humanas. Estas unidades de película han sido llamadas "planos de cortina", "espacios intermedios", "planos vacíos"  o, más frecuentemente, "planos de almohada", por analogía con los Makurakotoba el verso japonés.
Se discute la naturaleza y función de estas tomas. Sato (citando al crítico Keinosuke Nanbu) compara las tomas con el uso de la cortina en el teatro occidental, que "presentan el entorno de la siguiente secuencia y estimulan la anticipación del espectador". Richie afirma que son un medio para presentar solo lo que los personajes mismos perciben o piensan, para permitirnos "captar solo lo que los personajes están experimentando". Bordwell lo ve como una expansión de los dispositivos de transición tradicionales del "plano de ubicación" y el "plano recurso ", usándolos para transmitir "una noción vaga de contigüidad ".
Algunos ejemplos de lo antedicho en Primavera tardía, como se ilustra en el sitio web ozu-san.com son: las tres tomas, inmediatamente después de los créditos iniciales, de la estación de tren de Kita-Kamakura, seguidas de una toma del templo Kenchoji, "uno de los cinco templos principales [Zen] en Kamakura", en el que tendrá lugar la ceremonia del té (la primera escena); la toma inmediatamente después de la escena de la ceremonia del té, que muestra una ladera con varios árboles casi desnudos, que presenta un "motivo de árbol" asociado con Noriko; una toma de un solo árbol frondoso, que aparece inmediatamente después de la escena del juego Noh y antes de la escena que muestra a Noriko y su padre caminando juntos y luego separándose; y una toma de una de las pagodas de Kioto durante la visita del padre y la hija a esa ciudad al final de la película.

#### La escena del florero
El ejemplo más discutido de una toma de almohada en cualquier película de Ozu, de hecho, el quid más famoso en el trabajo del director es la escena que tiene lugar en una posada en Kioto, en la que un jarrón ocupa un lugar destacado. Durante el último viaje de padre e hija juntos, después de un día de turismo con el profesor Onodera y su esposa e hija, deciden irse a dormir y se acuestan en sus futones separados en el piso de la posada. Noriko habla de la buena persona que es la nueva esposa de Onodera y de lo avergonzada que se siente por haber llamado "asqueroso" el nuevo matrimonio de Onodera. Shukichi le asegura que no debe preocuparse por eso, porque Onodera nunca se tomó en serio sus palabras. Después de que Noriko le confiesa a su padre que encontró "desagradable" la idea de su nuevo matrimonio, ella mira y descubre que él ya está dormido, o parece estarlo. Ella mira hacia el techo y parece sonreír.
Sigue un plano medio de seis segundos, en la penumbra, de un jarrón en el suelo en la misma habitación, frente a una pantalla shōji a través de la cual se ven las sombras de ramas frondosas. Hay un corte de Noriko, ahora luciendo triste y pensativa, casi llorando. Luego hay una toma de diez segundos del mismo jarrón, idéntica a la anterior, a medida que la música de la banda sonora aumenta, dando pie a la siguiente escena (que tiene lugar en el jardín de rocas Ryōan-ji en Kioto, al día siguiente).
Abé Mark Nornes, en un ensayo titulado "The Riddle of the Vase: Ozu Yasujirō's Late Spring (1949)", observa: "Nada en todas las películas de Ozu ha provocado explicaciones tan contradictorias; todo el mundo parece obligado a opinar sobre esta escena, invocandola como un ejemplo clave en sus argumentos". Nornes especula que la razón de esto es el "poder emocional de la escena y su construcción inusual. El jarrón es claramente esencial para la escena. El director no solo lo muestra dos veces, sino que deja que ambas tomas se desarrollen durante lo que sería una cantidad de tiempo excesiva para la medida de la mayoría de los cineastas". Para un comentarista, el jarrón representa "estasis" y, por lo tanto, es "una expresión de algo unificado, permanente, trascendente". Otro crítico describe el jarrón y otras "naturalezas muertas" de Ozu como "recipientes para nuestras emociones". Otro cuestiona específicamente esta interpretación, identificando el jarrón como "un elemento no narrativo encajado en la acción". Un cuarto estudioso lo ve como un ejemplo del uso deliberado del cineasta de un "punto de vista" (punto de vista) falso, ya que nunca se muestra a Noriko mirando el jarrón que ve la audiencia. Un quinto afirma que el jarrón es "un símbolo femenino clásico". Y otro más sugiere varias interpretaciones alternativas, incluido el jarrón como "un símbolo de la cultura tradicional japonesa" y como un indicador de la "sensación de Noriko de que... [su] relación con su padre ha cambiado".
El filósofo-teórico del cine francés Gilles Deleuze, en su libro L'image-temps, Cinéma 2, citó esta escena en particular como un ejemplo de lo que él llamó la "imagen del tiempo". Deleuze ve el jarrón como una imagen del tiempo inmutable, aunque los objetos dentro del tiempo (por ejemplo, Noriko) sí cambian (por ejemplo, de la alegría a la tristeza). "El jarrón de Primavera tardía se interpone entre la media sonrisa [de Noriko] y el comienzo de sus lágrimas. Hay devenir, cambio, paso. Pero la forma de lo que cambia no cambia, no pasa. Esto es el tiempo, el tiempo mismo, 'un poco de tiempo en estado puro': una imagen-tiempo directa, que da a lo que cambia la forma invariable en que se produce el cambio... La naturaleza muerta es tiempo, pues todo lo que cambia es en el tiempo, pero el tiempo mismo no cambia… Las naturalezas muertas de Ozu perduran, tienen una duración, más de diez segundos del jarrón: esta duración del jarrón es precisamente la representación de lo que perdura, a través de la sucesión de estados cambiantes.” 

## Interpretaciones
Como muchas obras célebres del cine, Primavera tardía ha inspirado interpretaciones críticas y académicas variadas y, a menudo, contradictorias. Las dos interpretaciones más comunes son: a) la opinión de que la película representa una de una serie de obras de Ozu que representan parte de un "ciclo de vida" universal e inevitable y, por lo tanto, se duplica o se complementa con otras obras de Ozu en la serie, b) la opinión de que la película, aunque similar en tema e incluso trama a otras obras de Ozu, exige un enfoque crítico distinto, y que la obra es de hecho crítica del matrimonio, o al menos del particular matrimonio representado en ella.

### La película como parte de la serie "ciclo de vida"
Las películas de Ozu, tanto individual como colectivamente, a menudo se consideran representativas de un ciclo vital humano universal o de una parte de dicho ciclo. El propio Ozu al menos una vez habló en esos términos. "Quería que esta imagen [Principios de verano] mostrara un ciclo de vida. Quería representar la mutabilidad (rinne). No estaba interesado en la acción por sí misma. Y nunca he trabajado tan duro en mi vida".
Quienes sostienen esta interpretación argumentan que este aspecto del trabajo de Ozu le da su universalidad y lo ayuda a trascender el contexto cultural específicamente japonés en el que se crearon las películas. Bock escribe: "El tema de la película de Ozu es lo que enfrentamos todos nosotros, nacidos de hombre y mujer, y que vamos a producir nuestra propia descendencia: la familia... [Los términos 'shomingeki' o 'drama casero'] pueden aplicarse a las obras de Ozu y crean una ilusión de peculiaridad japonesa, pero de hecho detrás de las palabras están los problemas que todos enfrentamos en un ciclo de vida. Son las luchas de la autodefinición, de la libertad individual, de las expectativas frustradas, de la imposibilidad de comunicación, de la separación y la pérdida provocadas por los pasajes inevitables del matrimonio y la muerte.”  Bock sugiere que el deseo de Ozu de retratar el ciclo de vida afectó sus decisiones sobre cuestiones técnicas, como la construcción y el uso de los decorados de sus películas. "Al emplear el decorado como un escenario sin cortinas, Ozu permite la implicación de la transitoriedad en la condición humana. Aliado con los otros aspectos del ritual en las técnicas de Ozu, refuerza la sensación de que estamos viendo un ciclo de vida representativo".
Según Geist, Ozu quería transmitir el concepto de sabi, que ella define como “una conciencia de lo efímero”: “Mucho de lo efímero también es cíclico, por lo tanto, sabi incluye una conciencia de lo cíclico, que se manifiesta tanto formalmente y temáticamente en las películas de Ozu. A menudo, giran en torno a pasajes del ciclo de la vida humana, generalmente el matrimonio de un hijo o la muerte de un padre". Ella señala escenas que se duplican cuidadosamente en Primavera tardía, evocando este tema cíclico: "Noriko y el amigo de su padre [Onodera] se sientan en un bar y hablan sobre el nuevo matrimonio [de Onodera], que Noriko condena. En la penúltima secuencia de la película, el padre y la amiga de Noriko, Aya, se sientan en un bar después de la boda de Noriko. La escena está filmada desde exactamente los mismos ángulos que la primera escena del bar, y nuevamente el tema es el nuevo matrimonio".

### La película como crítica al matrimonio.
Una tendencia crítica que se opone a la teoría del "ciclo de vida" enfatiza las diferencias de tono e intención entre esta película y otras obras de Ozu que tratan temas, situaciones y personajes similares. Estos críticos también son muy escépticos de la idea generalizada de que Ozu consideraba favorablemente el matrimonio (o al menos el matrimonio en Primavera tardía). Como explica el  crítico Roger Ebert, “Primavera tardía comenzó un ciclo de películas de Ozu sobre familias. . . ¿Hizo la misma película una y otra vez? De ninguna manera. Primavera tardía y el El comienzo del verano son sorprendentemente diferentes. En la segunda, Noriko aprovecha una apertura conversacional [sobre el matrimonio] para desbaratar toda la trama... acepta a un hombre [como esposo] que conoce desde hace mucho tiempo: un viudo con un hijo". En contraste, "lo que sucede [en Primavera tardía] en niveles más profundos es enojoso, apasionado y... equivocado, creemos, porque el padre y la hija se ven obligados a hacer algo que ninguno de los dos quiere hacer, que el resultado será el resentimiento y la infelicidad". Ebert continúa: "Se cree universalmente, al igual que en una novela de Jane Austen, que una mujer de cierta edad necesita marido. Primavera tardía es una película sobre dos personas que desesperadamente no creen en esto, y sobre cómo son deshechos por su tacto, su preocupación por el otro y su necesidad de hacer que los demás se sientan cómodos, pareciendo estar de acuerdo con ellos". La película "cuenta una historia que se vuelve más triste cuanto más piensas en ella". Ebert incluyó la película en su lista de Grandes Películas .
Primavera tardía, en opinión de Wood,  trata del sacrificio de la felicidad de Noriko en aras de mantener y continuar la 'tradición', [cuyo sacrificio] toma la forma de su matrimonio, y todos en la película, incluido el padre y finalmente la propia Noriko derrotada son cómplices de ello". Afirma que, en contradicción con la opinión de muchos críticos, la película "no se trata de una mujer joven que intenta sacrificarse noblemente a sí misma y a su propia felicidad para servir obedientemente a su padre viudo en su vejez solitaria", ya que su vida como una joven soltera es la que claramente prefiere: "Con su padre, Noriko tiene una libertad que nunca más recuperará". Señala que hay un grado inusual (para Ozu) de movimiento de cámara en la primera mitad de la película, en oposición a la "estasis" de la segunda mitad, y que esto corresponde a la libertad de Noriko en la primera mitad y la "trampa" de su inminente matrimonio en el segunda. En lugar de percibir las películas de Noriko como un ciclo, Wood afirma que la trilogía está "unificada por su movimiento progresivo subyacente, una progresión desde la tragedia absoluta de Primavera tardía a través del ambiguo 'final feliz' de El comienzo del verano hasta la nota auténtica y plenamente ganada de sombría y tentativa esperanza al final de Cuentos de Tokio".

## Estreno
Primavera tardía se estrenó el 19 de septiembre de 1949, con gran éxito de crítica en la prensa japonesa. Al año siguiente, recibió el prestigioso premio de la crítica Kinema Junpo como la mejor producción japonesa estrenada en 1949. En 1972, la película se estrenó comercialmente en los Estados Unidos, nuevamente con críticas muy positivas. Se ha hecho referencia a Primavera tardía como el trabajo "más perfecto" del director,  como "la película definitiva del enfoque y el lenguaje cinematográfico maestro de Ozu"  y ha sido calificada como "una de las más perfectas, más completas y más exitosos estudios de carácter jamás logrados en el cine japonés".  En la versión de 2012 de la encuesta decenal de Sight & Sound de  "Las mejores películas de todos los tiempos", publicada por el British Film Institute (BFI), Primavera tardía aparece como la segunda película en japonés mejor clasificada en la lista en el número 15, detrás del propio Tokyo Story de Ozu en el número 3.

### Recepción y reputación de la película en Japón
Primavera tardía fue lanzada en Japón el 19 de septiembre de 1949. Basando su investigación en archivos guardados sobre la película por la censura aliada, Sorensen señala: "En términos generales, [la película] fue aclamada con entusiasmo por los críticos japoneses cuando se estrenó en los cines". La publicación Shin Yukan, en su reseña del 20 de septiembre, hizo hincapié en las escenas que tienen lugar en Kyoto, describiéndolas como encarnando "la tranquila atmósfera japonesa" de toda la obra. Tanto Shin Yukan como otra publicación, Tokyo Shinbun (en su reseña del 26 de septiembre), consideraron hermosa la película y el primero la calificó de "obra maestra". Sin embargo, hubo algunas críticas: el crítico de Asahi Shinbun (23 de septiembre) se quejó de que "el tempo no es el sentimiento del período actual" y el crítico de Hochi Shinbun (21 de septiembre) advirtió que Ozu debería elegir temas más progresivos. o bien "coagularía".
En 1950, la película se convirtió en el quinto trabajo de Ozu en general, y el primero del período de posguerra, en encabezar la encuesta de Kinema Junpo, convirtiéndola en la "mejor película" de 1949 de los críticos japoneses. Además, ese año la película obtuvo cuatro premios en los distinguidos Mainichi Film Awards, auspiciados por el diario Mainichi Shinbun: Mejor Película, Mejor Director, Mejor guion y Mejor Actriz (Setsuko Hara, quien también fue galardonada por otras dos películas en las que apareció en 1949).
En una encuesta de 2009 realizada por la revista Kinema Junpo sobre las mejores películas japonesas de todos los tiempos, aparecieron nueve películas de Ozu. Primavera tardía fue la segunda película mejor calificada, empatando en el puesto 36. (La clasificación más alta de sus películas fue Tōkyō monogatari, que encabezó la lista)
Un contemporáneo más joven de Ozu, Akira Kurosawa, publicó en 1999 una conversación con su hija Kazuko en la que proporcionó su lista personal sin clasificar, en orden cronológico, de las 100 mejores películas, tanto japonesas como no japonesas, de todos los tiempos. Una de las obras que seleccionó fue Primavera tardía, con el siguiente comentario: "El característico trabajo de cámara [de Ozu] fue imitado también por muchos directores en el extranjero, es decir, mucha gente vio y ve las películas de Ozu, ¿no? Está bien. De hecho, uno puede aprender bastante de sus películas. Los jóvenes cineastas potenciales en Japón deberían, espero, ver más del trabajo de Ozu. ¡Ah, fueron tiempos realmente buenos cuando Ozu, el Naruse y/o el Mizoguchi estaban haciendo películas!" 

### Recepción y reputación de la película fuera de Japón
New Yorker Films estrenó la película en Norteamérica el 21 de julio de 1972. Un recorte de periódico, fechado el 6 de agosto de 1972, indica que, de los críticos neoyorquinos de la época, seis (Stuart Byron de The Village Voice, Charles Michener de Newsweek, Vincent Canby de The New York Times, Archer Winsten de The New York Post, Judith Crist de The Today Show y Stanley Kauffmann de The New Republic) dieron al trabajo una reseña favorable y un crítico (John Simon de la revista New York) le dio una reseña "mixta".
Canby observó que "la dificultad con Ozu no está en apreciar sus películas... [sino] en describir una obra de Ozu de una manera que no la disminuya, que no la reduzca a un inventario de sus austeras técnicas, y que refleje fielmente el humanismo poco sentimental de su disciplina". Llamó a los personajes interpretados por Ryu y Hara "seres inmensamente conmovedores, gentiles, amorosos, divertidos, que piensan y sienten", y elogió al cineasta por su "profundo respeto por la privacidad [de los personajes], por el misterio de su emociones Debido a esto, no a pesar de esto, sus películas, de las cuales Primavera tardía es una de las mejores, son tan conmovedoras".
Stuart Byron de The Village Voice calificó a Primavera tardía como "el mayor logro de Ozu y, por lo tanto, una de las diez mejores películas de todos los tiempos".
En Variety, el crítico Robert B. Frederick (bajo el seudónimo de "Robe") también elogió mucho el trabajo. "Aunque se hizo en 1949", escribió, "este ejemplo poco visto de la maestría cinematográfica del difunto Yasujirō Ozu... se compara más que favorablemente con cualquier película japonesa importante. . . Un esfuerzo cinematográfico conmovedor y muy digno". 
Los críticos modernos del género también calificaron la película de manera positiva, y le otorgaron una puntuación total del 100% en el sitio web del agregador de reseñas Rotten Tomatoes a partir de 24 reseñas. El biógrafo de Kurosawa, Stuart Galbraith IV, al revisar el DVD Criterion Collection, llamó a la obra "el Ozu arquetípico de la posguerra" y "una destilación magistral de temas a los que su director volvería una y otra vez. . . Hay mejores películas de Ozu, pero Primavera tardía reduce de manera impresionante las preocupaciones del director a sus elementos más básicos". Norman Holland concluye que "Ozu ha creado, al mejor estilo japonés, una película explícitamente hermosa pero rica en ambigüedad y lo no expresado". Dennis Schwartz la llama "un hermoso drama", en el que "no hay nada artificial, manipulador o sentimental". The Village Voice clasificó la película en el puesto 112 en su lista Top 250 "Best Films of the Century" en 1999, según una encuesta de críticos.
Leonard Maltin otorgó a la película cuatro de cuatro estrellas, calificándola de "una obra trascendente y profundamente conmovedora que rivaliza con Tōkyō monogatari como la obra maestra del director". El 1 de agosto de 2012, el British Film Institute (BFI) publicó su encuesta decenal Sight & Sound "Greatest Films of All Time", una de las encuestas más respetadas entre fanáticos y académicos Un total de 846 "Críticos, programadores, académicos, distribuidores, escritores y otros cinéfilos " enviaron listas de los diez mejores para la encuesta. En ese listado, Primavera tardía aparecía en el puesto 15 entre todas las películas de los albores del cine. Fue la segunda película en idioma japonés de mayor clasificación en la lista. (La propia Tōkyō monogatari de Ozu apareció en tercer lugar. Los siete samuráis de Akira Kurosawa fue la tercera película en idioma japonés mejor clasificada en la lista, empatada en el puesto 17.) En la encuesta anterior de BFI (2002), Primavera tardía no aparecía ni en las listas de los "Top Ten" de los críticos ni de los directores. La película ocupó el puesto 53 en la lista de la BBC de 2018 de las 100 mejores películas en lengua extranjera votadas por 209 críticos de cine de 43 países de todo el mundo.

### Películas inspiradas en Primavera tardía
Hasta ahora solo se ha filmado una nueva versión de Primavera tardía: una película para televisión, producida para celebrar el centenario de Ozu, titulada El matrimonio de una hija (Musume no kekkon), dirigida por el distinguido cineasta Kon Ichikawa y producida por el canal de televisión japonés WOWOW . Fue transmitida el 14 de diciembre de 2003, dos días después del 100 aniversario del nacimiento de Ozu (y el 40 aniversario de su muerte). Ichikawa, un contemporáneo más joven de Ozu, tenía 88 años en el momento de la transmisión. La película recreó varias idiosincrasias del estilo del difunto director. Por ejemplo, Ichikawa incluyó muchas tomas con objetos vívidamente rojos, imitando la conocida afición de Ozu por el rojo en sus propias películas en color (aunque Primavera tardía no se filmó en color).
Además, a lo largo de los años se han estrenado una serie de obras total o parcialmente inspiradas en la película original de 1949. Estas obras se pueden dividir en tres tipos: variaciones (dirigidas por el propio Ozu), homenajes (por directores distintos a Ozu) y al menos una parodia.
La variación más obvia de Primavera tardía en el propio trabajo de Ozu es El otoño de los Kohayagawa, que trata nuevamente de una hija que reacciona negativamente al (falso) rumor del nuevo matrimonio de su madre (Setsuko Hara), y finalmente se casa ella misma. Un estudioso se refiere a esta película como "una versión de Primavera tardía ", mientras que otro la describe como "una revisión de Primavera tardía ", con Akiko (interpretada por Hara, la hija en la película anterior) asumiendo el papel del padre. " Otras películas de Ozu también contienen elementos de la trama establecidos por primera vez en la película de 1949, aunque algo alterados. Por ejemplo, la película Flores de Equinoccio (Higanbana) de 1958, la primera en color del director, se centra en una hija casadera, aunque, como señala un estudioso, la trama es una "inversión" de Primavera tardía en ese sentido, ya que el padre al principio se opone al matrimonio de su hija.
La directora francesa Claire Denis ha reconocido que su película de 2008, aclamada por la crítica, <i>35 tragos de ron</i> (35 Rhums) es un homenaje a Ozu. "Esta película también es una especie de... no copia, pero le ha robado mucho a [sic] una famosa película de Ozu llamada Primavera tardía ... [Ozu] estaba tratando de mostrar a través de unos pocos personajes... la relación entre los seres humanos".
El director taiwanés Hou Hsiao-hsien ha sido llamado "un heredero artístico de Ozu" debido a las similitudes percibidas, en el tema y en su enfoque contemplativo, con el maestro japonés. En 2003, para celebrar el centenario de Ozu, Shochiku, el estudio donde Ozu trabajó a lo largo de su carrera, encargó a Hou la realización de una película en homenaje. La obra resultante, Café Lumière (Kōhī Jikō, 2003), ha sido denominada, "a su manera, una versión de la historia de Primavera tardía, actualizada a principios del siglo XXI". Sin embargo, a diferencia de la virginal Noriko, la heroína de la película Hou, Yoko, "vive sola, es independiente de su familia y no tiene intención de casarse solo porque está embarazada".
Una variante japonesa poco convencional, la película de 2003 A Lonely Cow Weeps at Dawn (Chikan gifu: Musuko no yome to..., también conocida como A Cow at Daybreak, Cowshed of Immorality o Father in Law), pertenece al japonés pinku (película rosa) género de películas softcore. El drama cuenta la historia de un granjero senil (llamado Shukichi) que disfruta de una relación extrañamente sexualizada con su nuera (llamada Noriko). El director, Daisuke Goto, afirma que la película estuvo fuertemente influenciada, entre otras obras, por Primavera tardía.
Quizás el tributo más extraño de todos sea otra película "rosa", Abnormal Family, también conocida como Spring Bride o My Brother's Wife (Hentai kazoku: Aniki no yomesan, 1983), ópera prima del director Masayuki Suo. Se la ha llamado "quizás la única película que reprodujo el estilo de Ozu hasta el más mínimo detalle. La historia, el estilo, los personajes y los escenarios invocan constantemente la iconografía de Ozu, y especialmente Primavera tardía"  Como en el clásico de Ozu, la narración tiene una boda que nunca se muestra en la pantalla y Suo imita consistentemente la "predilección muy postulada" del maestro mayor por las tomas estáticas cuidadosamente compuestas desde un ángulo de cámara bajo... la filosofía tranquila de 'la vida continúa' de su modelo". Nornes indica que esta película es significativa porque destaca el hecho de que las películas de Ozu son disfrutadas de diferentes maneras por dos audiencias diferentes: como historias familiares cargadas de emociones por el público en general y como ejercicios de estilo cinematográfico por cinéfilos sofisticados.